# Helwingia

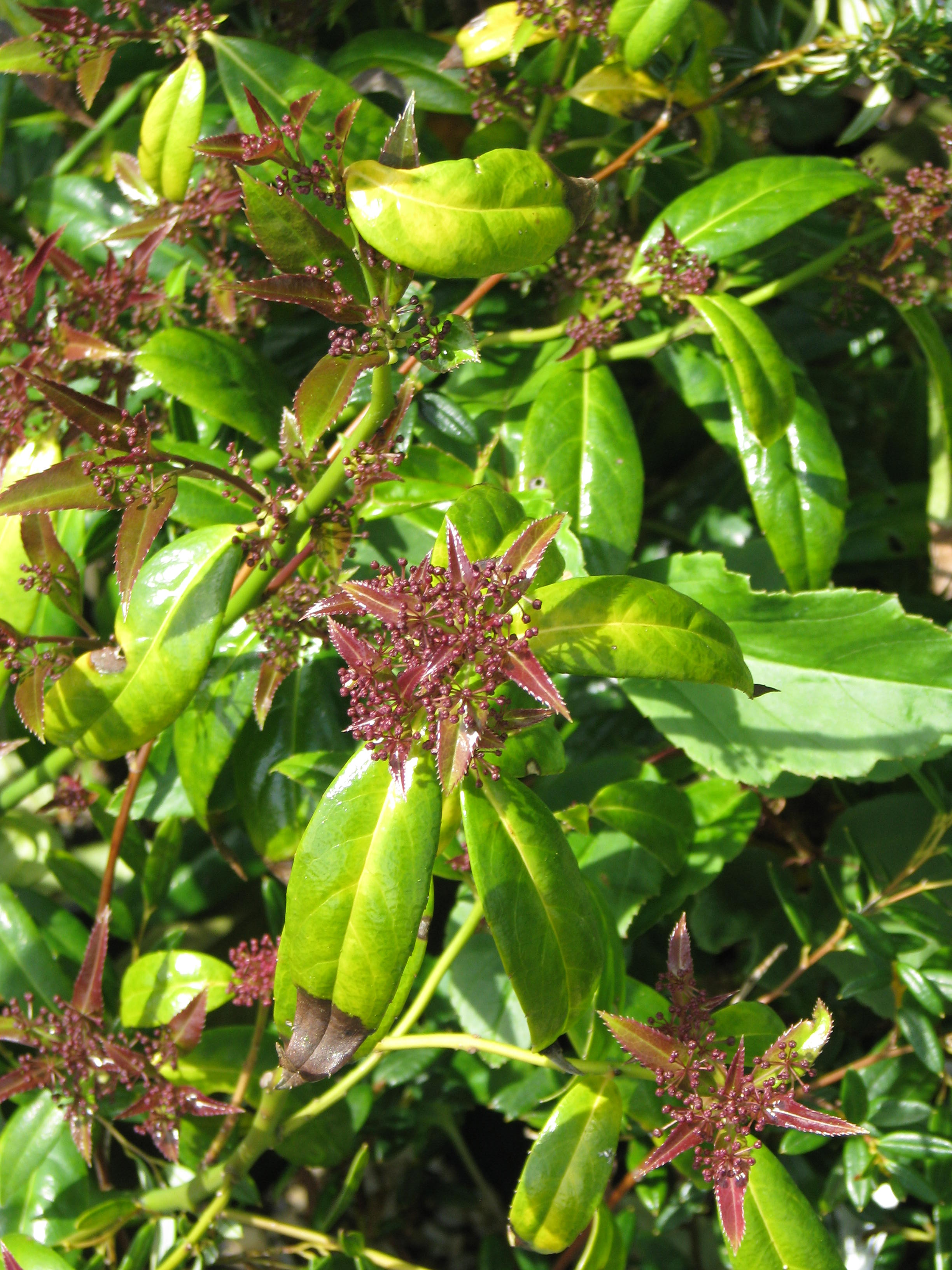
Helwingia himalaica

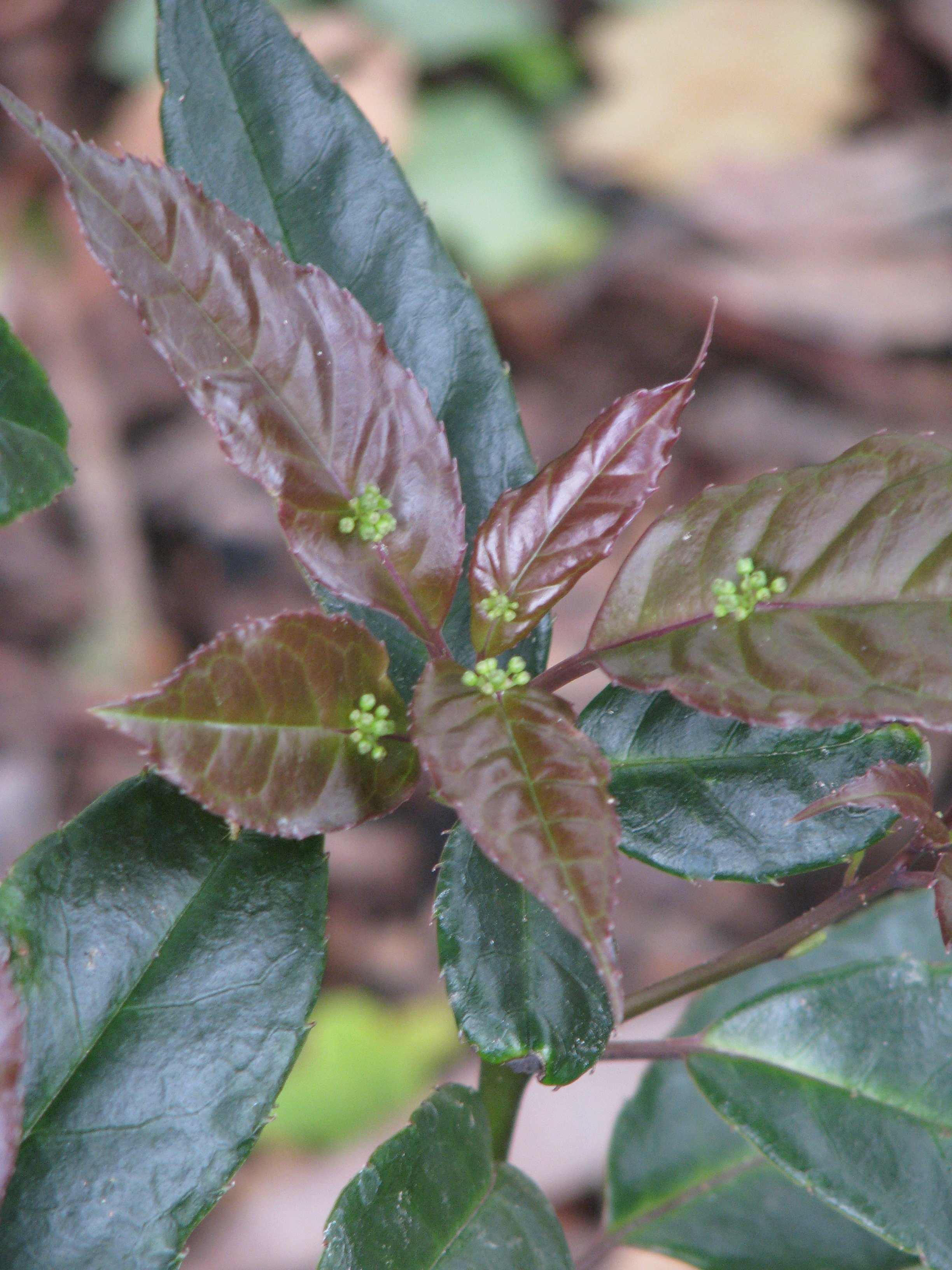
Helwingia chinensis

Helwingia (Helwingia Willd.) – rodzaj roślin z monotypowej rodziny helwingiowatych Helwingiaceae z rzędu ostrokrzewowców (Aquifoliales). Obejmuje 4 gatunki występujące na obszarze od Himalajów poprzez Chiny, Tajwan po Wyspy Japońskie. Są to krzewy i niewielkie drzewa rosnące w lasach i zaroślach. Wyróżniają się drobnymi kwiatami wyrastającymi z blaszki liściowej (w istocie wyrastają z ich nasady, ale ich szypułki zrastają się z ogonkiem i środkową wiązką przewodzącą). Liście roślin z tego rodzaju są jadalne i mają zastosowanie lecznicze. Nazwa rodzajowa upamiętnia Georga Andreasa Helwinga – pruskiego pastora i botanika z Węgorzewa. Rośliny bywają uprawiane jako osobliwości botaniczne.
W Polsce bywa uprawiana w kolekcjach botanicznych helwingia japońska H. japonica, ale przemarza.

## Morfologia
PokrójKrzewy lub niewielkie drzewa osiągające 8 m wysokości.
LiścieZimozielone lub opadające na zimę. Skrętoległe lub pozornie naprzeciwległe. Liście są ogonkowe, z rychło odpadającymi przylistkami u nasady, często frędzlowatymi. Blaszka liściowa pojedyncza, jajowata do równowąskolancetowatej, na brzegu gruczołowato piłkowana lub karbowana.
KwiatyDrobne, wyrastają w pęczkach lub drobnych baldaszkach z żyłki centralnej na górnej powierzchni blaszki liściowej lub rzadziej na ogonku liściowym w górnej, młodszej części pędów. Kwiaty są jednopłciowe (rośliny dwupienne), 3- lub 4-krotne, rzadko 5-krotne. Okwiat z pojedynczego okółka 3, 4, rzadko 5 listków (według Flora of China jest kielich i korona). Listki okwiatu drobne, zielonkawe lub czerwonawozielone. Dno kwiatowe płaskie, mięsiste. Na osobnikach z kwiatami męskimi jest ich w kwiatostanie od 3 do 20 i zawierają one taką samą liczbę pręcików jak płatków, względem których wyrastają one przemiennie. Kwiaty żeńskie skupione są po 1–4 w baldaszkach. Ich szyjka słupka jest krótka, na szczycie rozdzielona na 3, 4 lub rzadziej 5 odgiętych łatek znamienia. Zalążnia dolna, zawiera 3, 4 lub rzadko 5 zalążków, po jednym w komorze.
OwoceNiewielkie, kuliste czerwone do lśniąco czarnych jagody przypominające pestkowce (według niektórych źródeł – pestkowce) zawierające od 1 do 4 nasion. Po wyschnięciu z bardzo nierówną powierzchnią – z wgłębieniami i grzbietami. U nasady owoców zachowuje się trwały kielich.

## Systematyka
Rodzaj należy do monotypowej (czyli zawierającej tylko ten takson) rodziny Helwingiaceae Decne. in Ann. Sci. Nat. Bot., sér. 2, 6: 69. Aug 1836 z rzędu ostrokrzewowców (Aquifoliales)
W systemie Cronquista (1981) rodzaj włączony był do rodziny dereniowatych (Cornaceae). W systemie Takhtajana (1997) rodzaj podniesiony został do rangi monotypowej rodziny i rzędu Helwigiales i usytuowany obok Araliales. Analizy molekularne i bazujące na podobieństwach morfologicznych wskazują na pokrewieństwo rodzaju Helwigia z ostrokrzewowatymi i Phyllonomaceae. Wraz z tymi rodzinami Helwigia jako rodzina Helwigiaceae sytuowana jest w systemach APG (w tym APG IV z 2016).
Pozycja systematyczna według APweb (aktualizowany system APG IV z 2016)
|  | Cardiopteridaceae |
|  |                   |
|  | Stemonuraceae     |
|  |                   |

|  | Phyllonomaceae                                                                                  |
|  |                                                                                                 |
|  | \| \| Helwingiaceae – helwingiowate \| \| \| \| \| \| ostrokrzewowate Aquifoliaceae \| \| \| \| |
|  |                                                                                                 |
|  | Helwingiaceae – helwingiowate                                                                   |
|  |                                                                                                 |
|  | ostrokrzewowate Aquifoliaceae                                                                   |
|  |                                                                                                 |

|  | Helwingiaceae – helwingiowate |
|  |                               |
|  | ostrokrzewowate Aquifoliaceae |
|  |                               |

|  | Cardiopteridaceae |
|  |                   |
|  | Stemonuraceae     |
|  |                   |

|  | Phyllonomaceae                                                                                  |
|  |                                                                                                 |
|  | \| \| Helwingiaceae – helwingiowate \| \| \| \| \| \| ostrokrzewowate Aquifoliaceae \| \| \| \| |
|  |                                                                                                 |
|  | Helwingiaceae – helwingiowate                                                                   |
|  |                                                                                                 |
|  | ostrokrzewowate Aquifoliaceae                                                                   |
|  |                                                                                                 |

|  | Helwingiaceae – helwingiowate |
|  |                               |
|  | ostrokrzewowate Aquifoliaceae |
|  |                               |

Wykaz gatunków
- Helwingia chinensis Batalin
- Helwingia himalaica Hook.f. & Thomson ex C.B.Clarke
- Helwingia japonica (Thunb.) F.Dietr. – helwingia japońska[4]
- Helwingia omeiensis (W.P.Fang) H.Hara & S.Kuros.